# رحيل البحر (رواية)
رحيل البحر هي رواية من تأليف الكاتب المغربي محمد عز الدين التازي الحائز على جائزة الطيب صالح العالمية للإبداع الكتابي سنة 2013.صدرت سنة 1983 عن المؤسسة العربية للدراسات والنشر ببيروت.،تقع الرواية في 320 صفحة.

## موضوع الرواية
رحيل البحر هي رواية اجتماعية تدور أحداثها في إحدى المدن الشاطئية بالمغرب حول مجموعة من الشخصيات المستوحاة من الحياة اليومية.يُشكّل البحر في الرواية فضاءً رمزيًا مركزيًا تتحرك فيه الشخصيات في مشاهد درامية تُجسّد التوترات النفسية والاجتماعية.

## اقتباسات من الرواية
- «سيدي يا بحر الظلمات، ها أنت حاضر معنا في هذه السهرة، تنظر إلينا بعينيك المنطفئتين، ترفع صوتك فوق أصواتنا، تمتد ف يدمنا من الميلاد إلى آخر الرمق.»
- «أيها الطاعن في المحنة، إذا أخذتك الجنية وأعطتك الجسد، هل تقبل أن تفارق دنياك ودارك وأولادك؟ وأما الطاعن في المحنة، ماذا أفعل هنا؟»
- «أتعبتنا كثيراً يا بحر. أعطني شيئاً منك، دعني أدخل حماك. زودني بقنينة معتقة من سقط بحارة قدامى جالوا بأجسادهم في القرار أنشدني نشيدك. علمني كيف أَفتن وأُفتن.. افتح لي صدرك. قدني نحو مراتع الجنيات.»

## أسلوب الرواية
تتميّز رواية رحيل البحر للكاتب المغربي محمد عز الدين التازي بأسلوب سردي شعري وتأملي يجمع بين الواقعية الرمزية والتصوير البلاغي، حيث يُوظّف الكاتب لغة مشحونة بالاستعارات والصور الفنية لتجسيد العلاقة الوجودية بين الإنسان والبحر، ويُقدّم الشخصيات في إطار رمزي يُعبّر عن الحنين، القلق، والتحوّل؛ كما يعتمد التازي على تقنيات مثل الاسترجاع الزمني والفضاء الرمزي، ويُبرز المدينة الساحلية كخشبة مسرح تتحرك عليها الشخصيات في مشاهد درامية تُحاكي التوترات النفسية والاجتماعية، مما يجعل الرواية نموذجًا للأدب المغربي الذي يُعيد تشكيل الواقع من خلال لغة شعرية وانفتاح على أفق الحلم والذاكرة.

## البناء الروائي في الرواية
يتّسم البناء الروائي في رواية رحيل البحر للكاتب المغربي محمد عز الدين التازي بتوظيف سرد شعري وتأملي يُزاوج بين الواقعية الرمزية والتصوير البلاغي، حيث يُشكّل البحر فضاءً رمزيًا مركزيًا تتحرك فيه الشخصيات في مشاهد درامية تُحاكي التوترات النفسية والاجتماعية؛ ويعتمد التازي على تقنيات مثل الاسترجاع الزمني، الفضاء الرمزي، والصور البلاغية السردية التي تُضفي على النص طابعًا فلسفيًا وانفتاحًا على أفق الحلم والذاكرة، كما يُبرز الكاتب من خلال شخصياته المأزومة سلطة المعنى ودوال الاستعارة، مما يجعل الرواية نموذجًا لتفاعل الأدب المغربي مع قضايا الهوية والوجود عبر بنية سردية متعددة المستويات

## النقد والاستقبال
رواية «رحيل البحر» للكاتب المغربي محمد عز الدين التازي لاقت اهتماماً نقدياً منذ صدورها، حيث اعتبرها النقاد استمراراً لمشروعه السردي الذي يمزج بين الحس الشعري والتجريب الفني في معالجة قضايا الذات والذاكرة والهوية. وقد أشاد عدد من الدارسين بقدرة التازي على توظيف البحر كرمز دلالي يعكس تحولات الشخصيات وأسئلتها الوجودية، مما أضفى على النص بعداً رمزياً وتأملياً. كما نُظر إلى الرواية باعتبارها نموذجاً على انفتاح الرواية المغربية على تقنيات السرد الحديثة من حيث تعدد الأصوات وكثافة اللغة، في حين اعتبرها آخرون نصاً يوازن بين السرد الواقعي والحساسية الشعرية. وبذلك تمثل الرواية إضافة بارزة لمسار الأدب المغربي المعاصر، ومثالاً على عمق التجربة السردية لمحمد عز الدين التازي.

## الأعمال المقتبسة
تحولت رواية رحيل البحر إلى فيلم سينمائي مغربي صدر عام 2003 بنفس العنوان للمخرجة المغربية فريدة بورقية، وقام ببطولته كل من ثريا جبران، ومحمد بسطاوي، ومحمد خيي، وعبد الله العمراني، وفاطمة وشاي، وبنعيسى الجيراري، وطارق البخاري.ويُجسّد الفيلم الأجواء الرمزية والوجدانية التي تميّز النص الأدبي، مما يجعل الرواية نموذجًا للأدب المغربي الذي يُعيد تشكيل الواقع من خلال لغة شعرية وانفتاح على أفق الحلم والذاكرة.

## وصلات خارجية
- صفحة رواية رحيل البحر على موقع جود ريدز